# Gare de Virieu-le-Grand - Belley
Ne doit pas être confondu avec Gare de Belley.
La gare de Virieu-le-Grand - Belley est une gare ferroviaire française de la ligne de Lyon-Perrache à Genève (frontière), située sur le territoire de la commune de Virieu-le-Grand, à une dizaine de kilomètres du centre de Belley, dans le département de l'Ain en région Auvergne-Rhône-Alpes.
La gare est mise en service en 1857 par la Compagnie du chemin de fer de Lyon à Genève.
C'est une gare de la Société nationale des chemins de fer français (SNCF), desservie par des trains TER Auvergne-Rhône-Alpes.

## Situation ferroviaire
Établie à 267 mètres d'altitude, la gare de Virieu-le-Grand - Belley est située au point kilométrique (PK) 89,617 de la ligne de Lyon-Perrache à Genève (frontière), entre les gares ouvertes de Tenay - Hauteville et de Culoz.

## Histoire
En 1855, la Compagnie du chemin de fer de Lyon à Genève fait une étude sur les stations qu'elle prévoit d'ouvrir entre Ambérieu et la frontière Suisse, une notice projet est établie, pour chaque arrêt prévu, à la date du 15 décembre 1855. À Saint-Rambert il est prévu une gare de quatrième classe pour voyageurs et marchandises, située à 100 mètres du village de Virieu-le-Grand. 

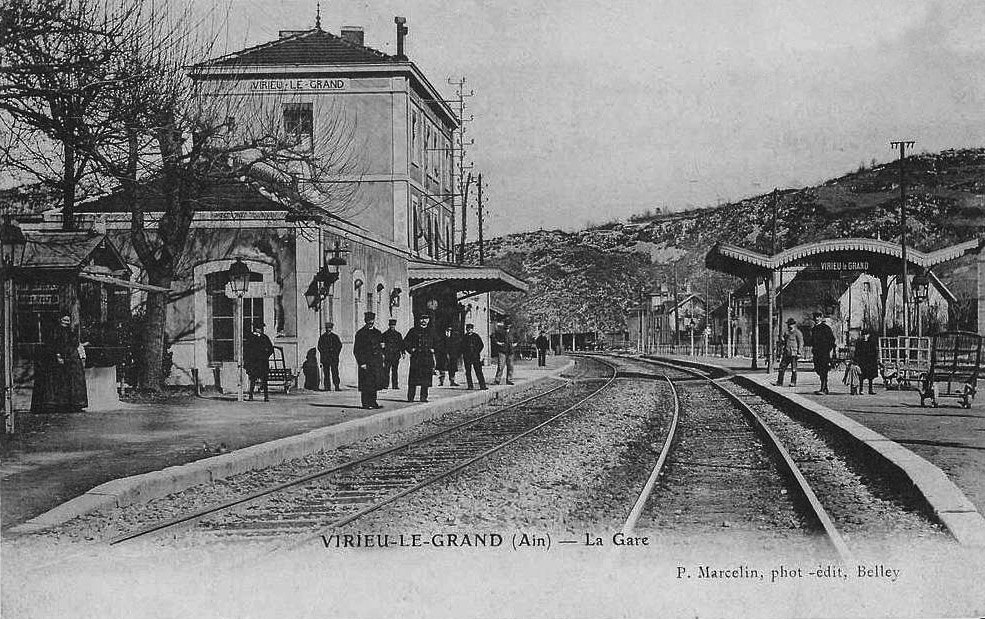
L'intérieur de la gare au début des années 1900.

La station de Virieu est mise en service lors de l'ouverture par la compagnie de la section d'Ambérieu à Seyssel le 7 mai 1857.
Elle devient une gare de bifurcation avec l'ouverture le 30 août 1880 d'une première section de la Ligne de Pressins à Virieu-le-Grand des Chemins de fer de l'Est lyonnais. Malgré son nom, elle se trouve à 11 kilomètres par la route au nord de la mairie de Belley, commune desservie par ladite ligne jusqu'en 1940.

## Fréquentation
Selon les estimations de la SNCF, la fréquentation annuelle de la gare s'élève aux nombres indiqués dans le tableau ci-dessous.
| Année               | 2024   | 2023   | 2022   | 2021   | 2020   | 2019   | 2018   | 2017   | 2016   | 2015   |
| ------------------- | ------ | ------ | ------ | ------ | ------ | ------ | ------ | ------ | ------ | ------ |
| Nombre de voyageurs | 80 316 | 68 564 | 59 947 | 45 377 | 29 627 | 44 111 | 54 918 | 65 692 | 58 225 | 63 403 |

## Service des voyageurs

### Accueil
Gare SNCF, elle dispose d'un bâtiment voyageurs, aujourd'hui fermé au public. Elle est équipée d'un automate TER pour l'achat de titres de transport. 

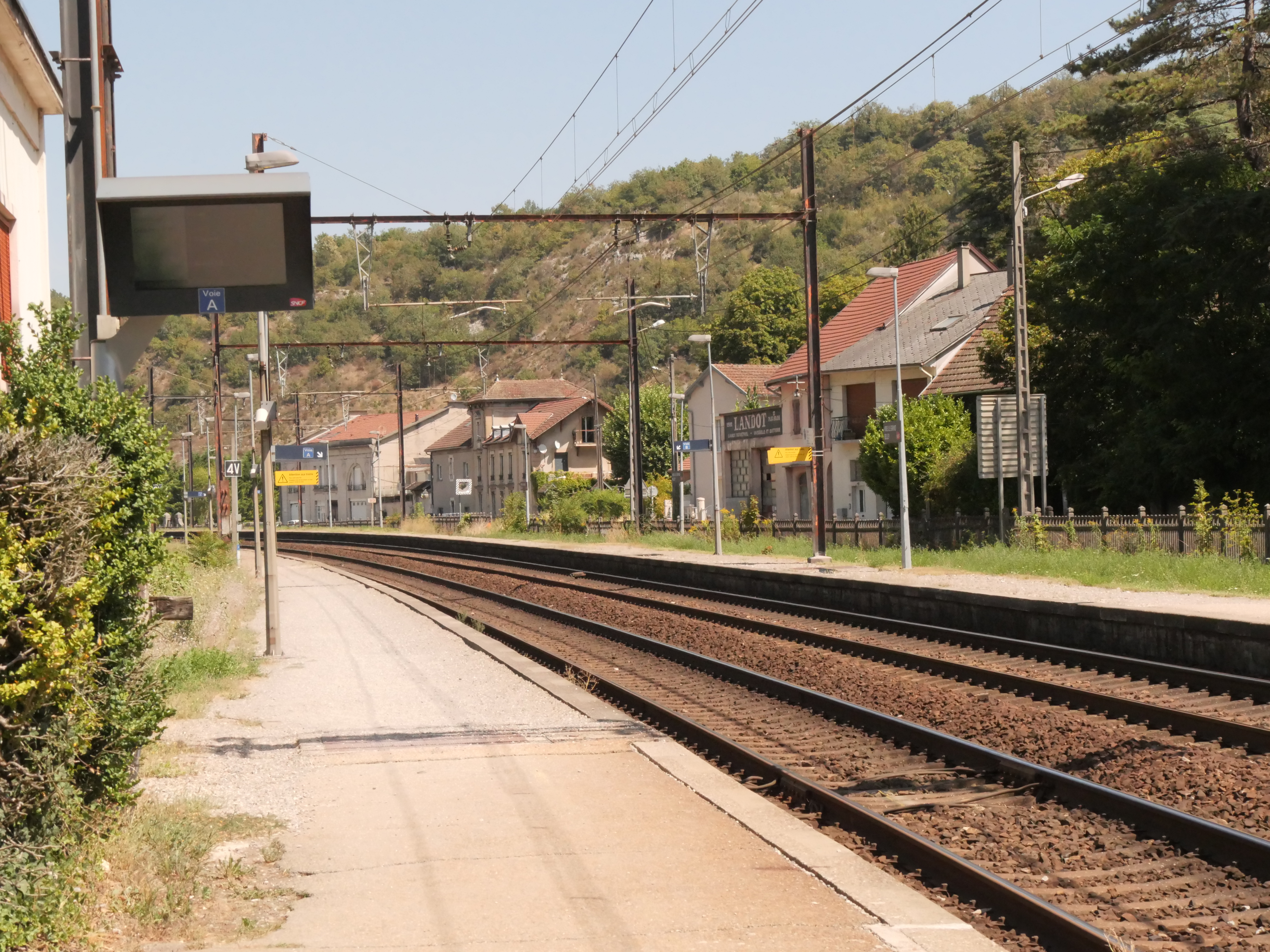
Vue des quais de la gare de Virieu-le-Grand Belley

### Desserte
La gare de Virieu-le-Grand - Belley est desservie par des trains TER Auvergne-Rhône-Alpes sur les liaisons suivantes :
- Lyon-Part-Dieu  ↔ Genève-Cornavin via Amberieu-en-Bugey, Culoz et Bellegarde;
- Lyon-Part-Dieu  ↔ Saint-Gervais-les-Bains-Le Fayet via Amberieu-en-Bugey Culoz,  Annemasse, Cluses et Sallanches (liaison directe uniquement les samedis en période hivernale)[6] ;
- Ambérieu-en-Bugey ↔ Chambéry - Challes-les-Eaux.

### Intermodalité
Un parc à vélos et un parking pour les véhicules sont aménagés.

## Patrimoine ferroviaire
Le bâtiment voyageurs de la gare de Virieu-le-Grand - Belley, construit par la Compagnie du chemin de fer de Lyon à Genève possède un corps de logis à deux étages encadré par deux ailes symétriques, de plain-pied. Ce bâtiment est plus haut que les autres gares intermédiaires de la ligne.
Plusieurs bâtiments annexes, dont une rotonde à quatre voies, sont présents sur le site.